# Ceylonbeostare
Ceylonbeostare (Gracula ptilogenys) är en fågel i familjen starar inom ordningen tättingar.

## Utseende
Ceylonbeostaren är en stor (25) stare med helsvart fjäderdräkt utom gula hudflikar på huvudet och en vit handbasfläck. Jämfört med mycket lika ghatsbeostaren som också förekommer i Sri Lanka har den kraftigare orangeröd näbb med blått vid näbbroten. Vidare har den en gul hudflick endast i nacken, ej under ögat.

## Utbredning och systematik
Fågeln förekommer i regnskog på Sri Lanka. Den behandlas som monotypisk, det vill säga att den inte delas in i några underarter.

## Levnadssätt
Ceylonbeostaren föredrar ursprunglig skog, men kan också besöka skogsbryn, trädgårdar, jordbruksmarker och plantage. Den verkar kunna tolerera viss degradering av dess levnadsmiljö. Ovanför 1800 meters höjd är den mer sällsynt. Födan består huvudsakligen av frukt och frön. Arten häckar februari–maj, ibland även augusti–september.

## Status och hot
Ceylonbeostaren har ett rätt litet utbredningsområde och tros dessutom minska i antal till följd av habitatförlust. Internationella naturvårdsunionen IUCN kategoriserar den därför som nära hotad.